# Calverton (Nottinghamshire)
Calverton is een civil parish in het bestuurlijke gebied Gedling, in het Engelse graafschap Nottinghamshire. De plaats telt 7076 inwoners.